# Didier Astruc
Didier Astruc (Versalles, 9 de junio de 1946) realizó sus estudios de química en Rennes. Después de un doctorado con el profesor R. Dabard en química organometálica, hizo estudios de postdoctorado con el profesor R. R. Schrock en el MIT.
Se convirtió en un Director de CNRS en investigación en Rennes, luego en 1983 fue profesor de química de la Universidad Burdeos 1. Es conocido por su trabajo sobre dendrímeros y su aplicación en procesos catalizadores en oleofinas,

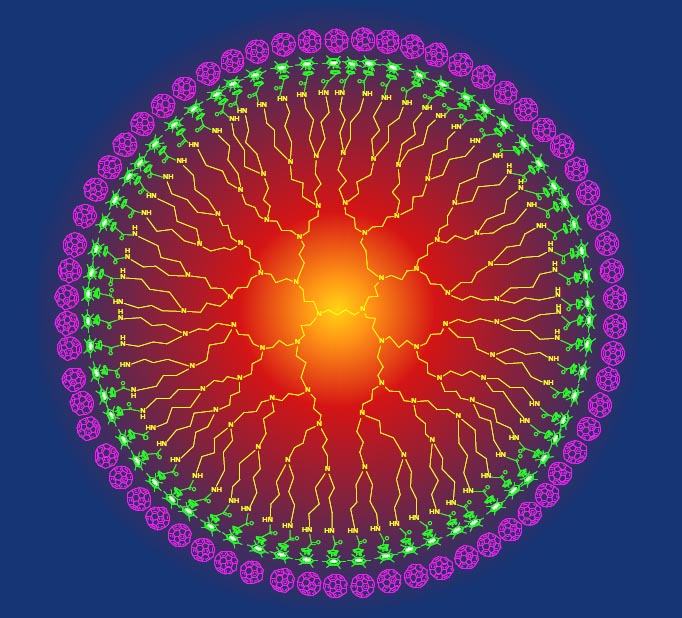
18-electrón FeII metalodendrimero, ejemplificado por un complejo de G4-DAB-64-FeII con 64 equiv. de buckminsterfullereno C60• - fig. 1.

## Distinciones
- Miembro del Comité Nacional para la UNESCO (2012).

- Miembro de la Academia Europea de Ciencias y artes (2010).

- Galardonado con la medalla de oro de las sociedades italianas de química y premio conjunto del italiano y francés (2009).

- Karl Friedrich Gauss profesor de la Universidad de Göttingen (2008).

- Miembro de la Academia de Ciencias de Europa (2007).

- Miembro de la Academia Europaea(2006).

- Compañeros de la Real Sociedad de química (2005).

- Senior Member de la Institut Universitaire de France (1995 – 2005).

- Humboldt Award (Fundación Alexander von Humboldt) (1989).

- Premio de la división de química de la coordinación de la sociedad francesa de química (1981).